# Йесниц (Анхальт)
Йесниц (нем. Jeßnitz) — город в Германии, в земле Саксония-Анхальт.
Входит в район Анхальт-Биттерфельд в составе городского округа Рагун-Йесниц. Население составляет 3580 человек (на 31 декабря 2008 года). Занимает площадь 14,25 км².

## История
C 1 января 2010 года является частью городского округа Рагун-Йесниц.